# Carrie Hamilton
Carrie Louise Hamilton (New York, 5 dicembre 1963 – Los Angeles, 20 gennaio 2002) è stata un'attrice statunitense.

## Biografia
Nata nel 1963, è figlia del produttore televisivo e attore Joe Hamilton e  dell'attrice, comica, cantante e conduttrice televisiva Carol Burnett. Aveva due sorelle, Jody e Erin.
Nel 1984 i suoi genitori hanno divorziato.
Nel periodo 1986-1987 ha interpretato il ruolo di Reggie Higgins nella serie televisiva Saranno famosi. Ha inoltre recitato nel primo tour nazionale del musical Rent. 
Nel 1988 recita nel film indipendente Tokyo Pop diretto da Fran Rubel Kuzui, in cui interpreta una giovane cantante americana che viaggia in Giappone. Nel film è anche cantante. Nello stesso anno è anche nel film Le ragazze vogliono solo divertirsi.
Nei primi anni '90 recita in diverse serie televisive (La signora in giallo, E giustizia per tutti, In famiglia e con gli amici, Beverly Hills, 90210, Walker Texas Ranger) e appare nel film Fuga dal mondo dei sogni (1992) e nel film televisivo Quell'angolo della strada (1991).
Nel 1994 si è sposata con il chitarrista Mark Templin, da cui ha divorziato nel 1998.
Nel 1999 prende parte a un episodio di X-Files, mentre al 2000 risale la sua ultima apparizione, avvenuta nella serie TV Jarod il camaleonte.
Insieme a sua madre è coautrice dello spettacolo teatrale Hollywood Arms, che ha debuttato a Chicago nell'aprile 2002.
Tuttavia non ha vissuto abbastanza a lungo per vederlo prodotto, in quanto è deceduta a soli 38 anni nel gennaio 2002, a causa di una polmonite venuta come complicazione di un cancro ai polmoni diffusosi anche al cervello. 
Nel 2014 sua madre Carol Burnett ha pubblicato un libro a lei dedicato dal titolo Carrie and Me: A Mother-Daughter Love Story.